# Lycianthes crassipetalum
Lycianthes crassipetalum är en potatisväxtart som först beskrevs av Nathaniel Wallich, och fick sitt nu gällande namn av Robert Reid Mill. Lycianthes crassipetalum ingår i Himmelsögonsläktet som ingår i familjen potatisväxter. Inga underarter finns listade i Catalogue of Life.